# Jiong
Jiong is een hanzi die geschreven wordt als "囧". De betekenis van deze hanzi is "raam met patronen erop", "zo licht als het licht dat door het raam schijnt" of gewoon "licht". Tegenwoordig wordt deze hanzi niet meer voor deze betekenissen gebruikt. De huidige betekenis is "moeilijk". Het wordt sinds 2007 vooral gebruikt door Chineestalige internetgebruikers als emoticon voor "moeilijk" en "geen zin".
Het karakter jiong wordt ook gebruikt door internetters uit Japan en Zuid-Korea.